# Lo mejor de Julio Andrade
Lo mejor de Julio Andrade es el tercer álbum del músico peruano Julio Andrade y el primer recopilatorio de toda su carrera.
Este álbum ha sido una dedicatoria y hecho con mucho cariño de Julio Andrade y el Diario La República para todos los fanes.

## Lista de canciones
1. «Mira la morena»
2. «Ángel de la güarda»
3. «Sarah Hellen»
4. «Mar azul, cielo azul»
5. «Soy herrero»
6. «Malena»
7. «Lima»
8. «¿Qué está pasando en la ciudad?»
9. «Soñando así»
10. «Entregale tus manos»
11. «Me voy de aquí»
12. «Canta hermano latino»
13. «Salta el muro»
14. «Otra vez»
15. «Volverás»
16. «Esa negra tamalera»